# Transact-SQL
Transact-SQL (T-SQL) je proprietární rozšíření jazyka SQL od společností Microsoft a Sybase, které Microsoft používá v produktu Microsoft SQL Server, Sybase Software pak v Adaptive Server Enterprise.